# Kobani
Kobani (kurd: Kobani), també coneguda com a Kobane (àrab: Kobanê) o Ayn al-Àrab (àrab: عين العرب, ʿAyn al-ʿArab), és una ciutat de Rojava, al Kurdistan. La ciutat forma part de la governació d'Alep, al nord de Síria, tot i que des de 2012 és un territori independent de facto i sota el control de les Unitats de Protecció Popular (YPG), la milícia kurda del Partit de la Unió Democràtica (PYD).

## Toponímia
L'origen del nom Kobanî (كوباني) és la paraula anglesa company (‘empresa’ o ‘companyia’), en referència a la companyia alemanya de ferrocarril que va construir la línia de tren Berlín-Bagdad l'any 1911.
El nom en turc otomà era Arab Punarı (عرب پیناری) i en turc Arap Pınar, literalment ‘font dels àrabs'. El nom en àrab de Kobani, ʿAyn al-ʿArab (عين العرب), és una traducció literal d'aquest nom. La referència a les fonts prové de la riera que solia fluir a l'est del poble, on els nòmades àrabs portaven els seus ramats durant l'estiu. A més, el poble estava situat al sud d'un petit llac que es va assecar als anys seixanta.

## Geografia
La ciutat de Kobani està situada a la frontera entre els estats de Síria i Turquia, prop de la ciutat turca de majoria kurda Suruç, a la província de Şanlıurfa. Kobani es troba a 160 km del nord-est d'Alep i a 30 km del riu Eufrates. Així mateix, es troba a 250 km a l'oest d'al-Hasakah i a 290 de Qamixli, altres dues grans ciutats kurdes de Síria.
Kobanî té un clima mediterrani d'estiu calorós (classificació climàtica de Köppen Csa).

## Demografia
Compta amb una població de 44.821 habitants, segons el cens de 2004. Segons les estimacions de 2003, hi vivia població de diverses ètnies, com ara kurda (89%), àrab (5%), turcmana (5%) i armènia (1%).

## Història
D'acord amb Salih Muslim, oriünd de la ciutat, Kobani va néixer a partir d'una estació de la línia del ferrocarril Berlín-Bagdad, construïda l'any 1912. Al voltant d'aquesta infraestructura, els kurds de les zones properes hi van anar construint els seus habitatges. El nom de Kobani pot ser que provingui d'una deformació del nom "companyia", derivada de l'empresa alemanya de ferrocarril que construí aquella secció de la línia. El 1915, refugiats armenis que fugien del genocidi armeni de Turquia també es van establir a la ciutat.
Després de la partició de l'Imperi Otomà Kobani quedà sota mandat francès de Síria (de 1920 a 1946), època de la qual data la construcció de les principals infraestructures. A partir de 1946, la ciutat forma part de l'Estat sirià que, fruit dels esforços d'arabització de la dècada de 1980, la rebatejà amb el topònim oficial de Ayn al-Arab, significant "fonts dels àrabs". A mitjan segle xx hi havia tres esglésies armènies en la ciutat, però la majoria de la població armènia va emigrar a la República Socialista Soviètica d'Armènia en la dècada de 1960.
Com a conseqüència de la Guerra civil siriana, el 2012 la ciutat va quedar sota el control de la YPG, que l'any 2014 la van declarar centre administratiu del cantó de Kobani del Kurdistan Occidental. La regió fou l'objectiu del grup terrorista Estat Islàmic durant la Guerra Civil siriana i els seus atacs provocaren la fugida de centenars de milers de kurds a Turquia. Així, el 2 de juliol de 2014, la ciutat i pobles dels voltants van ser objecte d'un atac massiu del Estat Islàmic. El 16 de setembre de 2014 el EIIL va reprendre el setge de Kobani, amb un assalt a escala completa des de l'oest i sud de la ciutat, i el 6 d'octubre les tropes de l'EI entraren en la part est de la ciutat.

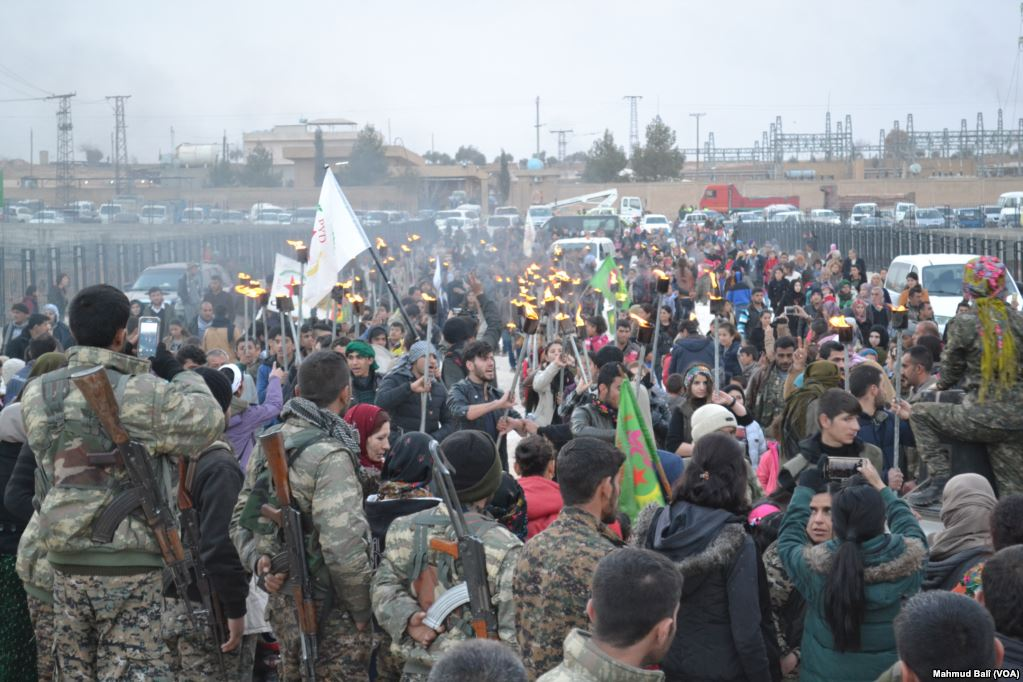
Commemoració dels soldats kurds morts al cementeri de Kobani, el maig de 2017

Les notícies del setge mobilitzaren centenars de kurds en territori turc, que es dirigiren cap a Kobani per ajudar a defendre la ciutat front al setge de l'EI. No obstant això, les forces de seguretat turques no van permetre que integrants de les Unitats de Protecció Popular (YPG) i altres voluntaris creuaren des de Turquia a Kobane, utilitzant per a impedir-ho gas lacrimogen i canons d'aigua. Nombroses protestes es van organitzar en diferents ciutats turques a causa de la falta de suport del govern turc a la població kurda. Les autoritats turques van respondre a les protestes utilitzant gas lacrimogen i canons d'aigua, matant a 12 manifestants en aquestes protestes i altres 31 persones més en els disturbis posteriors. L'1 de novembre de 2014 es va celebrar el dia mundial de mobilitzacions ciutadanes, en solidaritat amb la població kurda de Kobani. 5.000 persones es van manifestar en la ciutat turca de Suruç, a 10 km de Kobane; com a mínim 15.000 persones es van manifestar en la Diyarbakir, principal ciutat kurda a Turquia; i diversos milers també a Istanbul, sense que es registraren incidents. El 7 de novembre es va informar que una dona kurda de 28 anys, Kader Ortakaya, va ser disparada al cap per soldats turcs, en el costat turc de la frontera amb Kobane. Es va informar que participava en una manifestació pacífica perquè Turquia permetera el pas des de Turquia, dels voluntaris i voluntàries amb intenció d'unir-se a la lluita contra l'EI en Kobani.
Després de patir el llarg setge per part de l'EI, les YPG van anunciar el 26 de gener de 2015 que havien recuperat plenament el control de la ciutat.
El 25 i 26 de juny de 2015 l'Estat Islàmic va dur a terme una sèrie d'atacs contra la ciutat, combinant missions suïcides i atacs a civils. La coneguda com a massacre de Kobani va matar entre 223 i 233 civils, així com 35-37 milicians kurds i almenys 79 assaltants de l'EI.